# Luce Ndolo Ewelé
Luce Ndolo Ewelé (Saint-Étienne, 23 marzo 1992) è una calciatrice francese naturalizzata camerunese, di ruolo attaccante.